# Gerhard Martius
Gerhard Martius (* 31. Januar 1924 in Bonn; † 1998 in Winsen (Luhe)) war ein deutscher Gynäkologe und Geburtshelfer.

## Leben und Wirken
Gerhard Martius wurde als Sohn von Heinrich Martius, ab 1926 Ordinarius für Gynäkologie und Geburtshilfe an der Georg-August-Universität Göttingen, geboren. Er absolvierte seine Schulzeit in Göttingen und nahm danach in der Stadt auch sein Medizinstudium auf. Dieses wurde im Zweiten Weltkrieg durch den Wehrdienst unterbrochen, so dass er sein Staatsexamen erst danach ablegen konnte. Seine klinische Ausbildung absolvierte Martius zunächst im Kantonsspital Aarau, dann an der Universitätskinderklinik in Zürich, später an der Frauenklinik der Eberhard Karls Universität Tübingen unter Werner Bickenbach. Nach dem Wechsel von Bickenbach an die Frauenklinik der Ludwig-Maximilians-Universität München folgte ihm Martius im gleichen Jahr. Gerhard Martius war dort bis 1967 tätig, habilitierte sich 1955 und wurde 1967 zum außerplanmäßigen Professor ernannt. 
Im gleichen Jahr übernahm Martius die Leitung der Frauenklinik des Martin-Luther-Krankenhauses in Berlin. Er leitete die Klinik bis 1988. Danach zog er nach Niedersachsen, wo er die Frauenklinik des Allgemeinen Krankenhauses Celle leitete. Danach lebte er bis zu seinem Tode 1998 in Winsen, wo er weiter als Lehrbuchautor und Herausgeber tätig war.
Gerhard Martius wissenschaftliches Interesse galt in erster Linie der Geburtshilfe. Insbesondere um die Ausbildung von Hebammen machte er sich verdient. Bereits 1962 veröffentlichte er sein Standardlehrbuch für Hebammen. Später war er Herausgeber der Zeitschrift Die Hebamme und der Bücherei der Hebamme. Zudem führte er die Lehrbücher seines Vaters nach dessen Tod 1965 fort.
Berufspolitisch engagierte sich Martius in der Deutschen Gesellschaft für Gynäkologie und Geburtshilfe (DGGG), deren Schriftführer er über sechs Jahre war. Ab 1967 war er auch in der Nordwestdeutschen Gesellschaft für Gynäkologie und Geburtshilfe aktiv.
Gerhard Martius starb 1998. Sein Sohn, Joachim Martius (* 1952), wurde ebenfalls Gynäkologe.

## Schriften (Auswahl)
- Untersuchungen zur Morphologie und Biologie der Scheidenflora. Dissertation, Georg-August-Universität Göttingen 1948
- Die Pathogenese des Morbus haemolyticus neonatorum. Habilitationsschrift, Ludwig-Maximilians-Universität München 1955. Veröffentlicht: Thieme, Stuttgart 1956.
- Gerhard Martius, Rita Gschwendtner: Die Vorbereitung auf die Geburt: Eine Anleitung für werdende Mütter. E. Reinhardt, München, Basel 1959
- Geburtshilfe in Stichworten. De Gruyter, Berlin / New York 1972, ISBN 3-11-004270-3
- mit Uwe Cammann: Gynäkologie, Geburtshilfe: Studienbuch für Krankenschwestern, Krankenpfleger und medizinisch-technische Assistentinnen. Kohlhammer, Stuttgart 1971
- Geburtshilflich-perinatologische Operationen. Thieme, Stuttgart 1986, ISBN 3-13-686601-0
- Regelwidrigkeiten des Geburtsmechanismus: Erkennung und Behandlung. Bücherei der Hebamme Bd. 3, Enke, Stuttgart 1994, ISBN 3-432-26271-X

## Ehrungen
Gerhard Martius war Ehrenmitglied der DGGG, der Berliner und der Norddeutschen Gesellschaft für Geburtshilfe und Gynäkologie. 1988 wurde ihm das Bundesverdienstkreuz erster Klasse verliehen.